# Батоврин, Сергей Юрьевич
Батоврин, Сергей Юрьевич (1957 г.р.) — советский и американский художник, пацифист, диссидент.

## Биография
Родился в семье советского дипломата, в детстве восемь лет (в 1958-1971 годах) провёл в США. С 1970 года жил и учился в школе в Москве. В 1970 году был исключён из школы в связи с критическим высказыванием о вводе советских войск в Чехословакию в 1968 году. В 1974 году поступил в МГИМО, но проучился там недолго и стал неформальным художником. Его картины были представлены на знаменитой «бульдозерной выставке» и затем на вернисаже в Измайловском парке в сентябре 1974 года. Его соавтором нередко была Светлана Барабаш («Офелия») (1949—1991), участница неформальной художественной группы «Волосы».
С 1969 года Батоврин был связан с субкультурой хиппи, стал одним из её ярких представителей.
С 1971 года Батовриным интересовались органы КГБ, в 1975 году он был арестован за отказ от службы в армии. Он бежал из-под стражи и был объявлен в розыск. В том же году он был арестован при попытке проведения выставки и помещён на 5 месяцев в психиатрическую больницу.
Затем он выразил желание эмигрировать в США, но ему в этом было отказано.
В июне 1982 года Батоврин стал основателем Группы за установление доверия между СССР и США (группа «Доверие»). После заявления о создании группы он вновь был арестован по обвинению в уклонении от военной службы и помещён на обследование в психиатрическую больницу. Через два месяца он был освобождён из больницы и ему предоставили освобождение от призыва на основании якобы имевшегося у него психического заболевания. Его подвергали фактическому домашнему аресту, у него провели обыск, конфисковали картины, угрожали уголовным преследованием по обвинению в незаконных валютных операциях.
В феврале-марте 1983 года Батоврин держал 32-дневную голодовку, протестуя против преследований участников группы «Доверие». В конце концов, в 1983 году ему позволили эмигрировать (фактически выслали, лишив советского гражданства) в США. Там он продолжил заниматься живописью и до 1988 года участвовал в движении за ядерное разоружение.